# Resplendor (kommun)
Resplendor är en kommun i Brasilien.   Den ligger i delstaten Minas Gerais, i den sydöstra delen av landet, 800 km sydost om huvudstaden Brasília. Antalet invånare är 17 099.
Följande samhällen finns i Resplendor:
- Resplendor

Omgivningarna runt Resplendor är huvudsakligen savann. Runt Resplendor är det mycket glesbefolkat, med 4 invånare per kvadratkilometer.